# Ehrendorferia
Ehrendorferia é um género botânico pertencente à família Fumariaceae.

## Espécies
- Ehrendorferia chrysantha (W. J. Hooker & G. Arnott) J. Rylander
- Ehrendorferia ochroleuca (G. Engelmann) T. Fukuhara